# Puntal dels Llops
El poblat ibèric del Puntal dels Llops és un assentament del segle V aC ubicat en un dels estreps meridionals de la serra Calderona. Està situat al terme municipal d'Olocau (Camp de Túria, País Valencià), al cim d'un promontori a 427 m sobre el nivell del mar i a més de 150 m sobre el pla, amb àmplia visibilitat sobre el territori del Camp de Túria i el corredor del barranc de Carraixet que dona pas al nord.
L'assentament conté una muralla i una torre que el defineixen com una petita fortalesa de 960 metres quadrats. Al costat d'altres similars, va formar part del sistema defensiu i de vigilància del territori de la ciutat d'Edeta (edetans) i és considerat un dels millors exemples de talaia d'època ibèrica. L'estructura interna del poblat és senzilla i funcional: es tracta d'un conjunt de 17 habitacions que s'obren a un carrer central que recorre longitudinalment tot l'assentament.

## Història de la investigació
El Puntal dels Llops ja va ser catalogat a principis del segle XX pel Servei d'Investigació Prehistòrica (SIP). Va ser excavat per Helena Bonet i Consuelo Mata entre els anys 1978 i 1985, amb el suport científic i el finançament del SIP. Durant aquestes intervencions es va documentar, a més de les restes del poblat ibèric, un assentament previ de l'edat del bronze.
El 1988, es va emprendre un projecte pioner al País Valencià consistent en la consolidació de les estructures de maçoneria dels departaments, muralles i torre, sota la direcció del Museu de Prehistòria de València i el finançament del Ministeri de Cultura i la Conselleria de Cultura, Educació i Ciència. Des de llavors, el SIP en duu a terme anualment labors de manteniment i neteja de les estructures i els accessos.

## El sistema defensiu
El poblat és fàcilment defensable per la seua ubicació, al costat d'un tallat, i també gràcies als recintes emmurallats que l'envolten, a més de la torre, que ocupa la part més elevada del cim. La muralla exterior, que defensa l'entrada i delimita un espai no habitat, està construïda amb grans blocs de pedra en el petit tram en què es conserva. La interior, de menys d'un metre d'amplada, en delimitava l'àrea habitable. A aquesta, s'adossa una gran torre quadrada de dos cossos superposats construïts amb pedra travada amb terra. Des d'aquesta torre, es controlen òbviament els accessos des del nord, encara que la seua funció principal és la de ser lloc de vigilància i comunicació amb altres fortins, amb els quals forma una xarxa de control i delimitació del territori. L'entrada a l'espai habitat es realitza a través d'un estret corredor en colze que discorre en angle recte entre la paret est de la torre i el tallat de la muntanya.

## L'urbanisme i la distribució interna del fortí
Els elements principals en l'organització de l'assentament són la torre ja esmentada i el carrer que travessa el jaciment de nord a sud. Aquest últim és un espai de trànsit, un corredor, que serveix com a distribuïdor dels espais interns, encara que els objectes i les restes de llars aquí trobats indiquen que va ser també una zona on es van realitzar activitats quotidianes. Els 17 departaments en què es divideix el poblat se'n distribueixen a banda i banda, i presenten unes dimensions que oscil·len entre 12 i 21 metres quadrats, amb graus de conservació diferent segons les zones. Els situats a l'oest tendeixen a presentar una major amplitud i el seu sòl es troba entre 50 cm i 1 m per sota del nivell del carrer, a diferència dels de l'est, amb sòls al mateix nivell que el carrer.
Els departaments estaven separats per murs mitgers i es van disposar adossats a la façana interior de la muralla. Els fonaments de maçoneria, avui visibles, es completaven amb alçats de tova, que són maons de fang i palla assecats al sol. Totes les parets estaven arrebossades i emblanquinades. Els sòls eren de terra piconada o endurida, encara que va haver-hi estores d'espart, com la trobada al departament 1. Els sostres eren plans a manera de terrassa, construïts amb un entramat de bigues i rulls de fusta i una coberta vegetal, de canyís o romer, que sostenia una gruixuda capa de terra. Les escales de pedra conservades i adossades a algunes façanes indiquen que van existir pisos elevats als departaments 1, 3, 8, 11 i 13.
Els departaments tenien portes de fusta d'un batent que s'obrien cap al carrer. Suposem que algunes podrien tenir panys, també de fusta, que no s'han conservat, però que coneixem bé per les claus de ferro trobades. Aquestes claus són similars a les utilitzades actualment en pobles de la muntanya valenciana i en altres zones mediterrànies.

Vistes del Puntal dels Llops
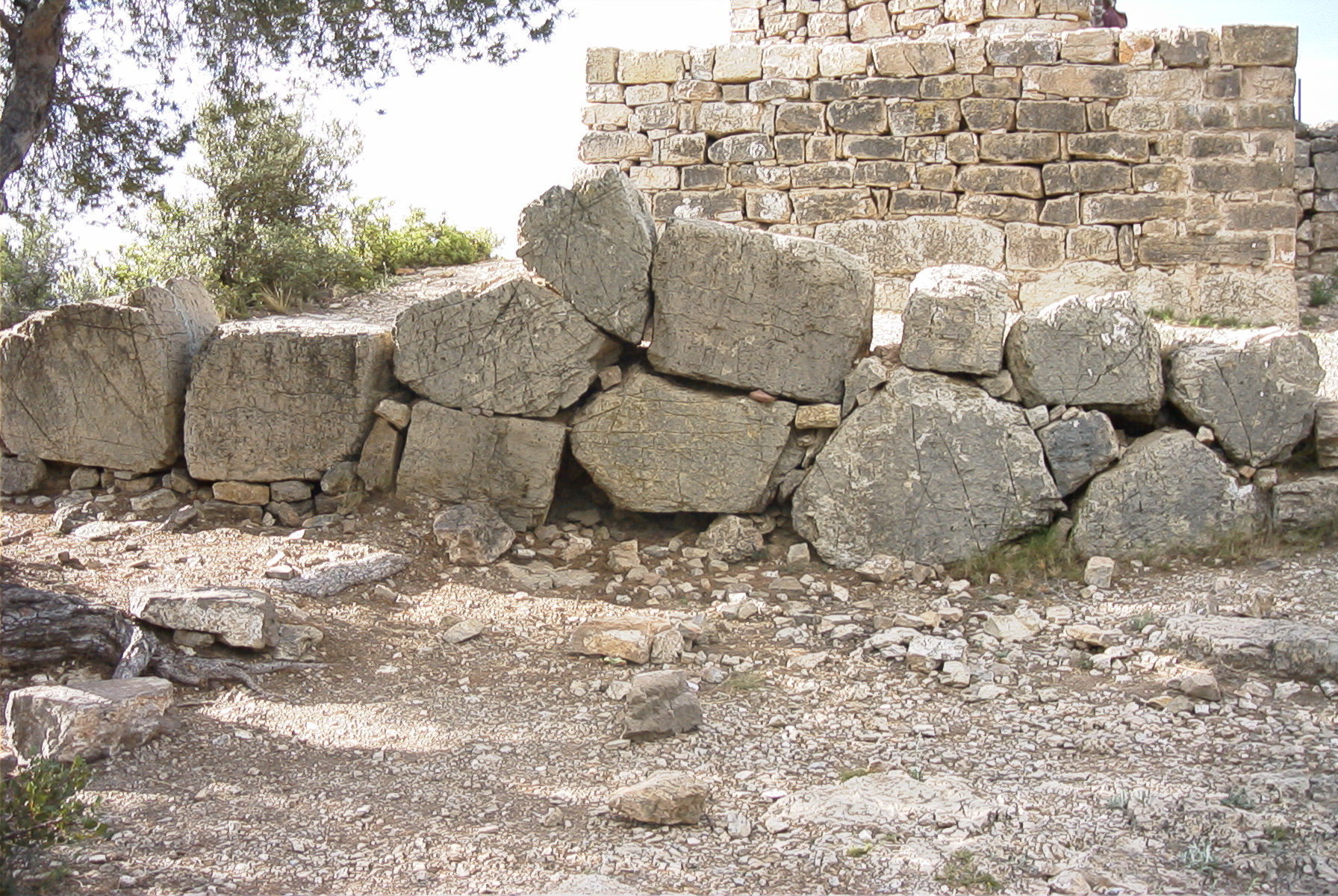
Parament ciclopi de la muralla exterior
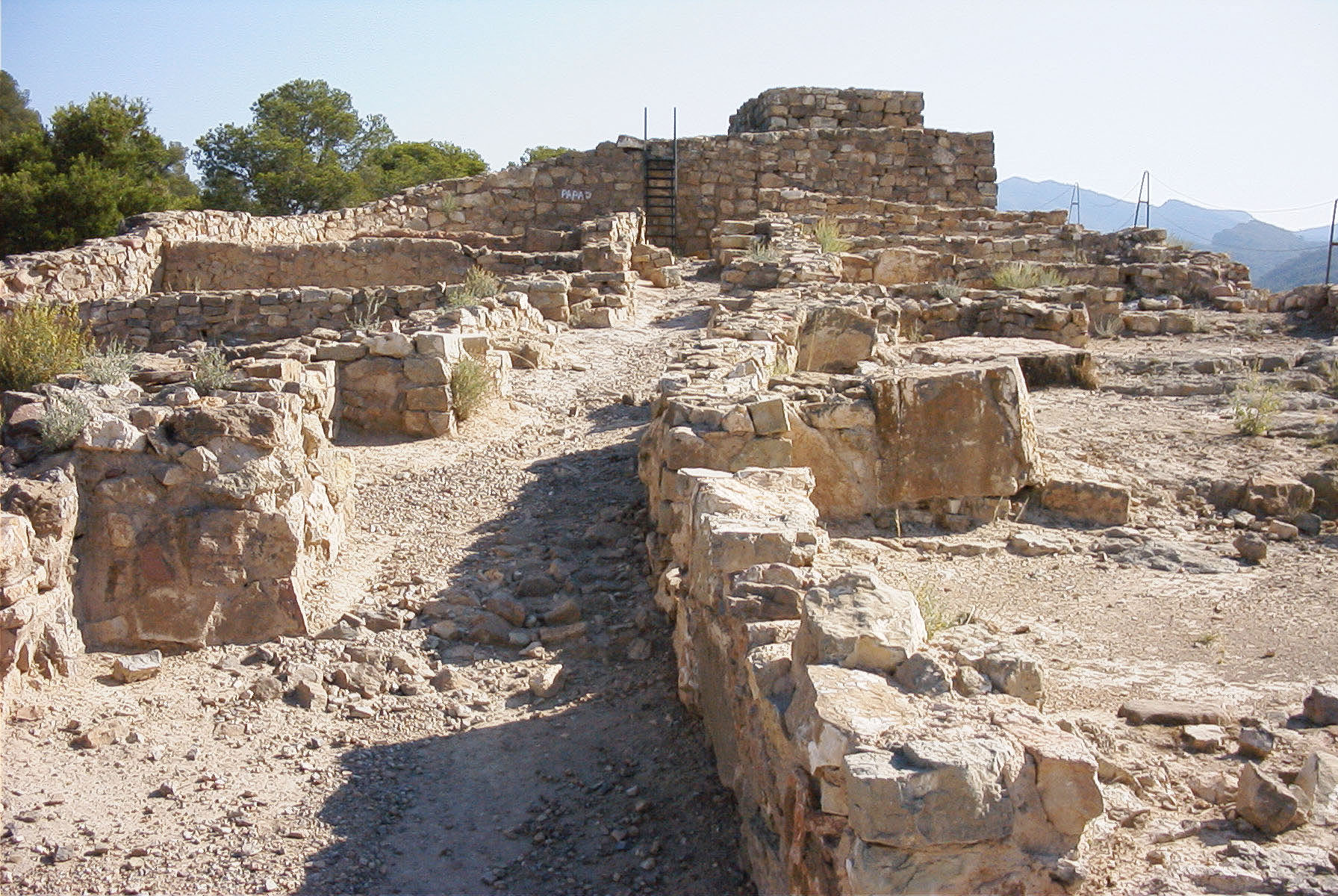
El carrer central del poblat amb els departaments a banda i banda, i al fons la torre
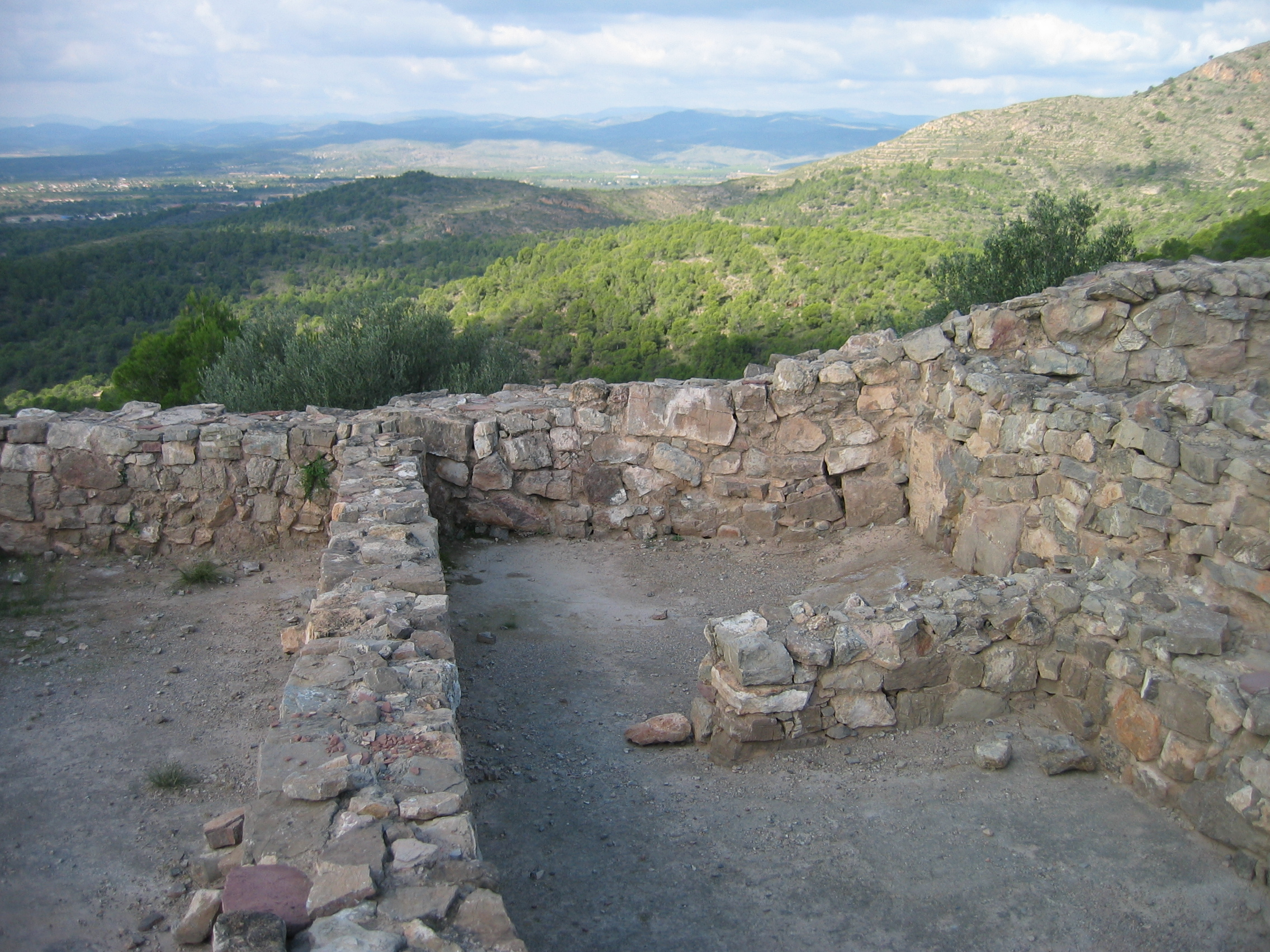
El departament número 3

## Els habitants i les seues activitats
El poblat va ser residència d'un aristòcrata militar eqüestre que formava part de l'elit social edetana, al qual acompanyen els parents i servidors. L'equip militar d'aquest cavaller va ser trobat al departament 4. Es tracta de l'aixovar d'un genet que comprèn els arreus d'un cavall: un mos, esperons i passa-regnes, a més d'objectes d'adorn personal com fíbules, sivelles i botons, entre altres elements.

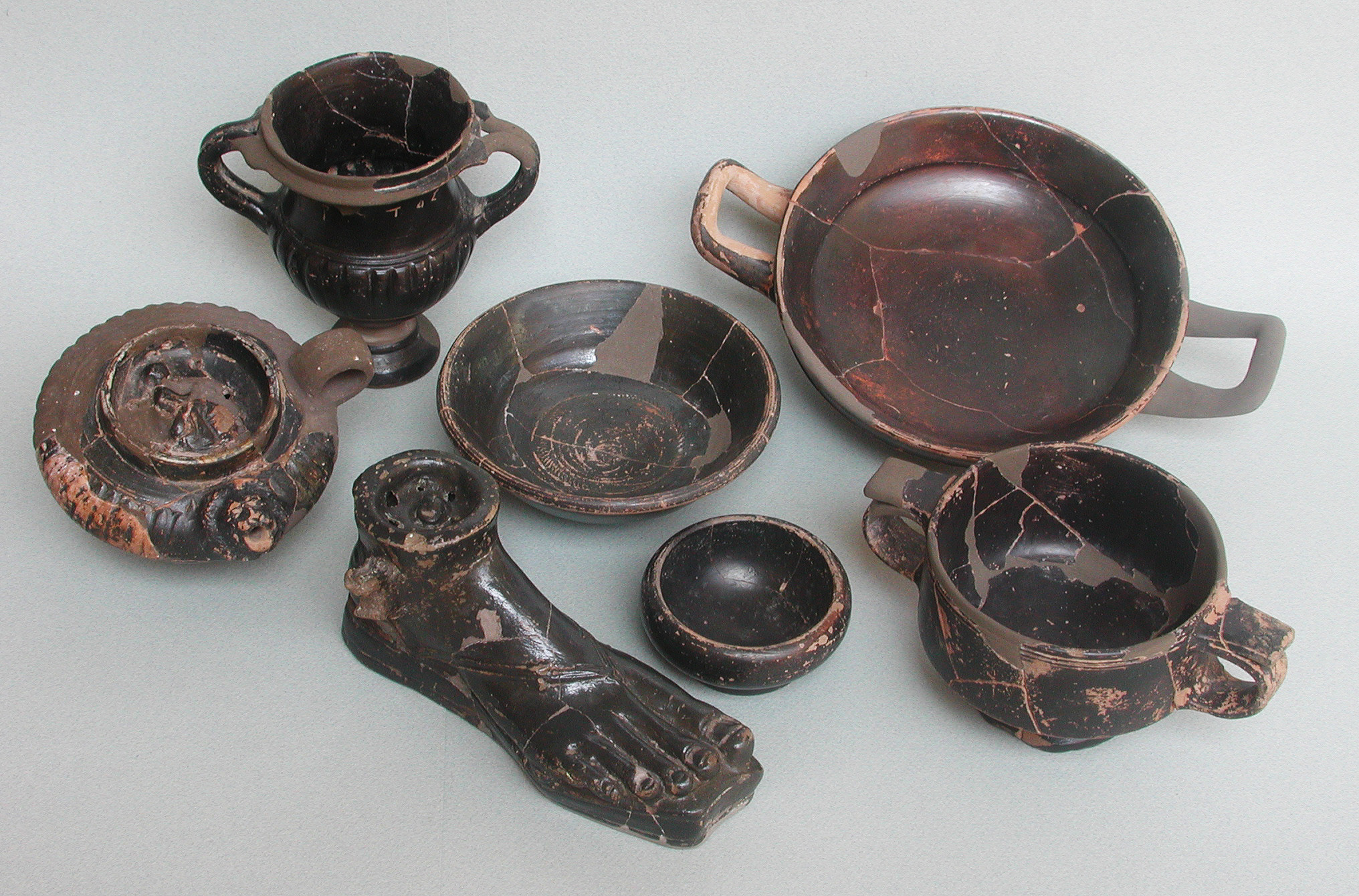
Conjunt de ceràmica, productes d'exportació de vernís negre del Puntal dels Llops

El Puntal és, en conjunt, una gran unitat domèstica en la qual van viure unes 30 persones. Els departaments no equivalen a cases enteses com a habitatges unifamiliars, perquè les unitats domèstiques i les activitats quotidianes, culturals, artesanals i d'emmagatzematge estan organitzades entre diversos elements de manera complementària. Així, alguns són espais residencials, però uns altres no. A més, en tots aquests es van dur a terme activitats variades que els converteixen en espais multifuncionals.
Alguns dels habitants del poblat estaven dedicats a tasques de vigilància i defensa pròpies d'aquests fortins, però les tasques agropecuàries, mineres i artesanals ocupaven gran part de la jornada per a tota la comunitat. Les eines agrícoles (llegones, podalls, falçs, destrals i aixes), les gerres i àmfores destinades a l'emmagatzematge de productes agraris i els molins revelen la importància de l'agricultura basada en el cultiu de cereals, vinya i arbres fruiters (oliveres, ametllers i figueres). L'abundància de restes de cabres, ovelles i porcs ens indica que la ramaderia també era important en l'economia, bé per a l'obtenció de carn, llet o productes derivats, com cuir o llana. La mel va haver de ser un recurs valorat per les seues qualitats nutritives i edulcorants, i explotat en certa manera com indiquen els 25 ruscs trobats en diversos dels departaments, i possiblement situats sobre les cobertes de les cases.
Les concentracions de ceràmica de cuina i vaixella de taula, els molins i les llars, i les troballes de cremaperfums o figures de terracota en alguns dels departaments, revelen l'existència d'activitats domèstiques quotidianes tan diverses com les culinàries o les pràctiques rituals. Destaquen per la seua qualitat i rellevància les peces d'aixovar de taula de vernís negre importades d'àmbits àtics o itàlics i els peveters votius representant la dea Demèter-Tanit.
Entre les activitats artesanes, destaca el teixit associat a les peces de teler que denoten l'existència de telers verticals, ja fusaioles, associades a les pràctiques de fil. A més, es van explotar minerals de l'entorn immediat de l'assentament. La metal·lúrgia també va ocupar, doncs, un lloc important entre les activitats econòmiques del fortí, com es dedueix de la presència de lingots de ferro, i forns per a obtenir plata a partir de minerals de plom segons el procés conegut com a copel·lació.

## El Puntal dels Llops en el marc del territori edetà

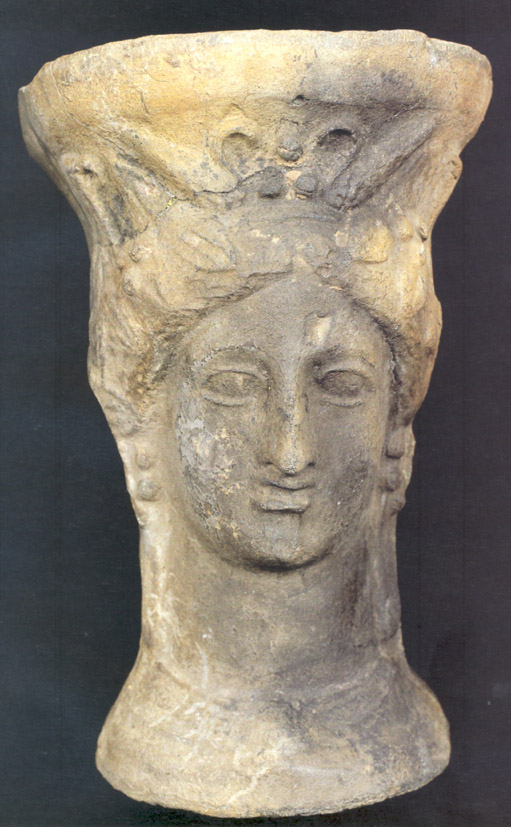
Cremaperfums en forma de cap de la dea Demèter-Tanit, s. III aC, Puntal dels Llops

El territori de la ciutat d'Edeta (tossal de Sant Miquel, Llíria) estava organitzat amb un model jerarquitzat d'organització política, econòmica i estrategicomilitar de la qual van formar part diferents nuclis habitats. Aquest model s'organitza al voltant de la ciutat d'Edeta, nucli principal, amb un conjunt de llogarets, caserius i altres nuclis d'explotació agropecuària del territori. Finalment, els fortins com el Puntal són elements de defensa i control. La seua funció estratègica queda ben definida per la ubicació en un lloc elevat, l'àmplia visibilitat, les construccions defensives i la seua connexió visual amb altres assentaments similars.

## La destrucció del poblat
El Puntal va ser abandonat precipitadament a finals del segle iii aC o principis del segle ii aC. Incendis i ensorraments van acabar per preservar-ne tots els objectes i estructures. La destrucció del poblat es relaciona amb els canvis territorials i polítics que van portar a terme els romans durant la conquesta de la península Ibèrica i que, en aquesta zona, van tenir com a conseqüència el desmembrament del sistema defensiu i territorial edetà.

## Visita
El poblat es pot visitar tot l'any. Existeix un servei de visites guiades gratuïtes, de dimecres a diumenge als matins (10-14 h), dins de la ruta Ibèrica Valenciana. Per a concertar-les, cal posar-se en contacte amb l'Oficina de Turisme d'Olocau, amb el mateix horari d'atenció.
Telèfon: 672794404; correu electrònic: puntal.llops@olocau.es, https://www.facebook.com/ElPuntalDelsLlopsOlocau.
L'accés al jaciment es fa per un sender que, partint de la carretera CV-25 a l'alçada del cementeri d'Olocau, discorre per un espai forestal ben conservat. Se situa en terrenys del Parc Natural de la Serra Calderona, creat el 2002 per la Generalitat Valenciana.